# NGC 3416
NGC 3416 é uma galáxia espiral (S?) localizada na direcção da constelação de Ursa Major. Possui uma declinação de +43° 45' 53" e uma ascensão recta de 10 horas, 51 minutos e 48,3 segundos.
A galáxia NGC 3416 foi descoberta em 30 de Março de 1854 por William Parsons.